# Niels Laros
Niels Laros (Oosterhout, 17 aprile 2005) è un mezzofondista olandese, campione europeo under 18 dei 1500 metri piani e 3000 metri piani, e under 20 dei 1500 metri piani e 5000 metri piani.

## Biografia
È originario di Oosterhout. Il padre Marcel Laros è stato una specialista delle corse a ostacoli di caratura internazionale: vinse l'argento alle univesiadi di Catania 1997 nei 3000 siepi. Anche la madre Sandra Hofmans praticava l'atletica leggera. Il fratello Lars gareggia nelle competizioni universitarie statunitensi. Ha frequentato l'Oelbert Gymnasium di Oosterhout. Nel 2022 ha iniziato ad allenarsi con Tomasz Lewandowski. Ha suddiviso l’ultimo anno di liceo in due parti per poter partecipare ai raduni di allenamento con Lewandowski.

### Carriera
Si è messo in mostra a livello giovanile nel 2022 quando ha battuto il record europeo U18 di Jakob Ingebrigtsen nei 1500 m con il tempo di 3'39"46. Due settimane dopo ha migliorato anche il record europeo U18 dei 3000 m, corso in 7'48"25. Nello stesso anni si è laureato campione europeo U18 nei 1500 e 3000 m nello stesso anno.
Nel 2023 ha eguagliato il record olandese di 22 anni di Gert-Jan Liefers nei 1500 m di 3'32"89 a Nizza . Questo era di 5,5 secondi inferiore al record personale che aveva stabilito due settimane prima ai Giochi FBK. Anche ai Campionati Europei per squadre nazionali di Chorzów, in Polonia, ha iniziato su questa distanza ed è arrivato terzo con 3'37"59, dietro Mohamed Katir e Isaac Nader . 
Ai mondiali di Budapest nell'agosto 2023, Laros è riuscito a raggiungere la finale dei 1500 m, ottenendo in semifinale il nuovo record olandese di 3'32"74. In finale ha nuovamente stabilito il record nazionale di 3'31"25.
Nel dicembre 2023 ha preso parte agli europei di corsa campestre di Bruxelles 2023, arrivando secondo nella categoria under 20, a solo un secondo dal primo.
Agli europei di Roma 2024 è stato eliminato in batteria negli 800 m.
Il 7 luglio 2024, in occasione degli FBK Games, ha stabilito il primato mondiale under 20 nei 1000 metri con il tempo di 2'14"37, migliorando il precedente record del keniano Benjamin Kipkurui, che resisteva dal 17 luglio 1999.
Ha rappresentato i Paesi Bassi ai Giochi olimpici estivi di Parigi 2024, dove si è classificato al 6º posto nei 1500 m, realizzando i primato nazionale grazie al tempo di 3'29"54. Agli europei di corsa campestre di Adalia 2024 ha conquistato la medaglia d'oro nella categoria U20.
Nell'ottobre 2024 è stato premiato dalla European Athletic Association come Atleta europeo emergente dell'anno.
Agli europei a squadre di Madrid 2025 ha vinto i 5000 m, precedendo sul podio lo svizzero Dominic Lobalu e lo spagnolo Thierry Ndikumwenayo.
Agli europei under 23 di Bergen 2025 ha ottenuto la medaglia d'oro negli 800 e nei 5000 m.

## Record nazionali
Assoluti
- 1000 metri piani: 2'14"37 ( Hengelo, 7 luglio 2024)
- Miglio: 3'45"94 ( Eugene, 5 luglio 2025)
- 2000 metri piani: 4'49"68 ( Bruxelles, 8 settembre 2022)
- 3000 metri piani indoor: 7'29"49 ( Liévin, 13 febbraio 2025)
- 5 km su pista: 13'26" ( Monaco, 11 febbraio 2024)

Under 20
- 800 metri piani: 1'44"78 ( Monaco, 21 luglio 2023)
- 800 metri piani indoor: 1'47"16 ( Toruń, 6 febbraio 2024)
- 1000 metri piani: 2'14"37 ( Hengelo, 7 luglio 2024)
- 1500 metri piani: 3'29"54 ( Parigi, 6 agosto 2024)
- Miglio: 3'48"93 ( Eugene, 16 settembre 2023)
- 2000 metri piani: 4'49"68 ( Bruxelles, 8 settembre 2022)
- 3000 metri piani: 7'48"25 ( Zagabria, 11 settembre 2022)
- 5 km su pista: 13'26" ( Monaco, 11 febbraio 2024)

Under 18
- 1500 metri piani: 3'39"46 ( Lucerna, 23 agosto 2023)
- 3000 metri piani: 7'48"25 ( Zagabria, 30 agosto 2022)
- 5000 metri piani: 13'57"78 ( Oordegem, 28 maggio 2022)

## Progressione

### 800 metri piani
| Stagione | Misura  | Luogo      | Data      | Rank. Mond. |
| -------- | ------- | ---------- | --------- | ----------- |
| 2024     | 1'46"04 | Bellinzona | 9-9-2024  |             |
| 2023     | 1'44"78 | Monaco     | 21-7-2023 |             |
| 2022     | 1'50"46 | Utrecht    | 31-5-2022 |             |
| 2021     | 1'52"16 | Utrecht    | 16-7-2021 |             |
| 2020     | 1'59"47 | Dongen     | 26-7-2020 |             |

### 1500 metri piani
| Stagione | Misura  | Luogo    | Data      | Rank. Mond. |
| -------- | ------- | -------- | --------- | ----------- |
| 2023     | 3'29"54 | Parigi   | 6-8-2024  |             |
| 2023     | 3'31"25 | Budapest | 23-8-2023 |             |
| 2022     | 3'39"46 | Lucerna  | 30-8-2022 |             |
| 2021     | 3'44"87 | Breda    | 26-6-2021 |             |
| 2020     | 4'00"32 | Nijmegen | 15-8-2020 |             |

### Miglio
| Stagione | Misura  | Luogo  | Data      | Rank. Mond. |
| -------- | ------- | ------ | --------- | ----------- |
| 2024     | 3'49"45 | Londra | 20-7-2024 |             |
| 2023     | 3'48"93 | Eugene | 16-9-2023 |             |

### 3000 metri piani
| Stagione | Misura  | Luogo               | Data      | Rank. Mond. |
| -------- | ------- | ------------------- | --------- | ----------- |
| 2022     | 7'48"25 | Zagabria            | 11-9-2022 |             |
| 2021     | 8'17"52 | Utrecht             | 16-5-2021 |             |
| 2020     | 8'51"63 | Utrecht             | 18-7-2020 |             |
| 2019     | 8'55"70 | Alphen aan den Rijn | 18-6-2019 |             |

### 5000 metri piani
| Stagione | Misura   | Luogo    | Data      | Rank. Mond. |
| -------- | -------- | -------- | --------- | ----------- |
| 2023     | 13'23"01 | Oordegem | 27-5-2023 |             |
| 2022     | 13'57"78 | Oordegem | 28-5-2022 |             |

## Palmarès
| Anno | Manifestazione   | Sede        | Evento       | Risultato | Prestazione | Note                  |
| ---- | ---------------- | ----------- | ------------ | --------- | ----------- | --------------------- |
| 2022 | Europei U18      | Gerusalemme | 1500 m piani | Oro       | 3'49"99     | Record dei campionati |
| 2022 | Europei U18      | Gerusalemme | 3000 m piani | Oro       | 8'11"49     |                       |
| 2023 | Giochi europei   | Chorzów     | 1500 m piani | Bronzo    | 3'37"59     | [ 11 ]                |
| 2023 | Europei U20      | Gerusalemme | 1500 m piani | Oro       | 3'56"78     |                       |
| 2023 | Europei U20      | Gerusalemme | 5000 m piani | Oro       | 14'11"82    |                       |
| 2023 | Mondiali         | Budapest    | 1500 m piani | 10°       | 3'31"25     | Record nazionale      |
| 2023 | Europei di cross | Bruxelles   | Corsa U20    | Argento   | 16'10"      |                       |
| 2023 | Europei di cross | Bruxelles   | A squadre    | 6°        | 60 p.       |                       |
| 2024 | Europei          | Roma        | 800 m piani  | Batteria  | 1'46"62     |                       |
| 2024 | Giochi olimpici  | Parigi      | 1500 m piani | 6°        | 3'29"54     | Record nazionale      |
| 2024 | Europei di cross | Antalya     | Corsa U20    | Oro       | 14'07"      |                       |
| 2024 | Europei di cross | Antalya     | A squadre    | Argento   | 20 p.       |                       |
| 2025 | Europei indoor   | Apeldoorn   | 3000 m piani | 11º       | 7'57"18     |                       |
| 2025 | Europei U23      | Bergen      | 800 m piani  | Oro       | 1'44"36     |                       |
| 2025 | Europei U23      | Bergen      | 5000 m piani | Oro       | 13'44"74    |                       |

## Campionati nazionali
2021
- 12º ai campionati olandesi, 1500 m piani - 3'51"01

2022
- 4º ai campionati olandesi indoor, 3000 m piani - 8'26"44

## Altre competizioni internazionali
2023
- Bronzo ai Campionati europei a squadre di atletica leggera ( Chorzów), 1500 m piani - 3'37"59
- Bronzo all'Herculis 2023 ( Monaco), 800 m piani - 1'44"78
- Oro all'Herculis 2023 ( Monaco), 800 m piani - 1'44"78
- 6º al Weltklasse Zürich ( Zurigo), 1500 m piani - 3'31"63
- 6º al FBK Games ( Hengelo), 1500 m piani - 3'38"34
- 4º al Memorial Van Damme ( Bruxelles), 2000 m piani - 4'49"68
- 9º al Prefontaine Classic ( Eugene), miglio - 3'48"93

2024
- 4º ai London Anniversary Games ( Londra), miglio - 3'49"45
- 4º alla Weltklasse Zürich ( Zurigo), 1500 m piani - 3'31"23
- Oro agli FBK Games ( Hengelo), 1000 m piani - 2'14"37
- Bronzo alla Monaco Run 5 km ( Monaco), 5 km - 13'26"

2025
- Oro ai Campionati europei a squadre di atletica leggera ( Madrid), 5000 m piani - 13'44"45
- Oro al Prefontaine Classic ( Eugene), miglio - 3'45"94

## Riconoscimenti
- Atleta europeo emergente dell'anno (2024)[10]